# Wacław Zaleski (politik)
Wacław hrabia Zaleski, též Wenzel Graf Zaleski (28. června 1868 Lvov – 24. prosince 1913 Merano), byl polský politik z Haliče, před rokem 1918 aktivní v rakousko-uherské, respektive předlitavské politice, v roce 1911 ministr pro haličské záležitosti (krátce i ministr zemědělství), v letech 1911–1913 ministr financí Předlitavska.

## Biografie
Byl členem aristokratické rodiny; jeho otcem byl politik Filip Zaleski. Vlastník pozemku v oblasti Skałatu na východní Haliči. Patřil mezi konzervativní polskou šlechtu. Působil jako státní úředník. Byl důvěrníkem a poradcem císaře Františka Josefa I. Ve volbách do Říšské rady roku 1911 byl zvolen poslancem Říšské rady za obvod Brzeżany-Baranówka-Hucisko (poslanecké křeslo zastával do své smrti roku 1913, pak ho v parlamentu nahradil Bronisław Dembiński). Byl i poslancem haličského zemského sněmu. Za vlády Richarda Bienertha dočasně zastával pozici náměstka ministra železnic a sekčního šéfa na ministerstvu zemědělství.
Za vlády Richarda Bienertha se dodatečně stal ministrem pro haličské záležitosti. Post si udržel i v následující třetí vládě Paula Gautsche a vládě Karla Stürgkha. Ve funkci řešil složitou otázku požadavku Rusínů na vlastní univerzitu ve Lvově. Funkci zastával v období 9. ledna 1911 – 19. listopadu 1911. Kromě toho byl krátce (3. listopadu – 19. listopadu 1911) i ministrem zemědělství jako provizorní správce tohoto rezortu. Od 19. listopadu 1911 přešel v Stürgkhově kabinetu na pozici ministra financí. Jako ministr financí odmítal zvýšit daně a provozovat státní loterie. Vedl přitom státní pokladnu v neklidné době balkánských válek. Oznámil rovněž spuštění výstavby vodního kanálu Krakov-Zatorek. Ministrem byl až do 5. října 1913. Z funkce odstoupil pro zdravotní potíže. Zemřel v sanatoriu Martinsbrunn poblíž jihotyrolského Merana.